# Ribnitz-Damgarten
Ribnitz-Damgarten is een gemeente in de Duitse deelstaat Mecklenburg-Voor-Pommeren. De gemeente maakt deel uit van het Landkreis Vorpommern-Rügen.
Ribnitz-Damgarten ligt aan de Saaler Bodden en telt 15.269 inwoners. Sinds 2009 voert de gemeente de titel Bernsteinstadt: sinds 1932 worden hier zilveren sieraden met barnsteen geproduceerd.
Ribnitz-Damgarten kwam in 1950 tot stand door het samengaan van Ribnitz en Damgarten. Het vanouds Mecklenburgse Ribnitz en het vanouds Pommerse Damgarten worden van elkaar gescheiden door het riviertje de Recknitz. De overgang staat bekend als de Mecklenburger Pass.
In Ribnitz bevond zich vanaf 1323/4 een clarissenklooster, waarvan de eind 14de-eeuwse kerk bewaard gebleven is. In een ander voormalig kloostergebouw is het Deutsches Bernsteinmuseum gevestigd. De oude stadskern van Ribnitz wordt gedomineerd door de Marienkirche in baksteengotiek. De Rostocker Tor is een van de oudste stadspoorten in Mecklenburg-Voor-Pommeren. 
Ahrenshagen-Daskow ·
Ahrenshoop ·
Altefähr ·
Altenkirchen ·
Altenpleen ·
Baabe ·
Bad Sülze ·
Barth ·
Bergen auf Rügen ·
Binz ·
Born auf dem Darß ·
Breege ·
Buschvitz ·
Dettmannsdorf ·
Deyelsdorf ·
Dierhagen ·
Divitz-Spoldershagen ·
Dranske ·
Drechow ·
Dreschvitz ·
Eixen ·
Elmenhorst ·
Franzburg ·
Fuhlendorf ·
Garz/Rügen ·
Gingst ·
Glewitz ·
Glowe ·
Grammendorf ·
Gransebieth ·
Gremersdorf-Buchholz ·
Grimmen ·
Groß Kordshagen ·
Groß Mohrdorf ·
Gustow ·
Göhren ·
Insel Hiddensee ·
Hugoldsdorf ·
Jakobsdorf ·
Karnin ·
Kenz-Küstrow ·
Klausdorf ·
Kluis ·
Kramerhof ·
Kummerow ·
Lancken-Granitz ·
Lietzow ·
Lindholz ·
Lohme ·
Löbnitz ·
Lüdershagen ·
Lüssow ·
Marlow ·
Millienhagen-Oebelitz ·
Mönchgut ·
Neu Bartelshagen ·
Neuenkirchen ·
Niepars ·
Pantelitz ·
Papenhagen ·
Parchtitz ·
Patzig ·
Poseritz ·
Preetz ·
Prerow ·
Prohn ·
Pruchten ·
Putbus ·
Putgarten ·
Ralswiek ·
Rambin ·
Rappin ·
Ribnitz-Damgarten ·
Richtenberg ·
Saal ·
Sagard ·
Samtens ·
Sassnitz ·
Schaprode ·
Schlemmin ·
Sehlen ·
Sellin ·
Semlow ·
Splietsdorf ·
Steinhagen ·
Stralsund ·
Sundhagen ·
Süderholz ·
Trent ·
Tribsees ·
Trinwillershagen ·
Ummanz ·
Velgast ·
Weitenhagen ·
Wendisch Baggendorf ·
Wendorf ·
Wieck auf dem Darß ·
Wiek ·
Wittenhagen ·
Wustrow ·
Zarrendorf ·
Zingst ·
Zirkow